# M. Leo Elliott

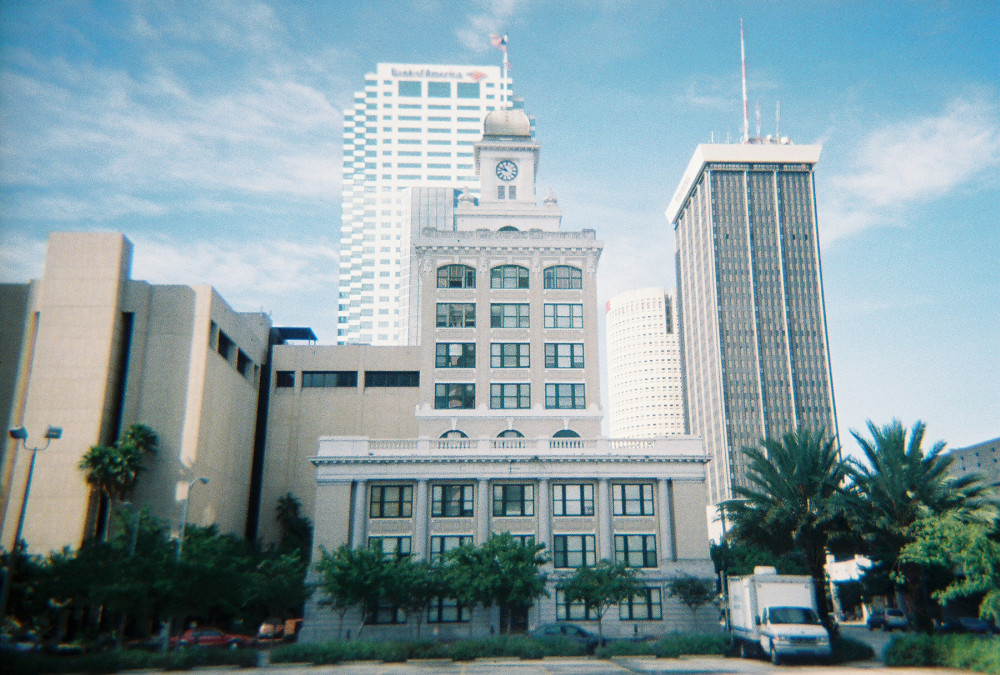
Antiguo Ayuntamiento de Tampa, en Tampa, Florida

Malachi Leo Elliott (4 de abril de 1886 - agosto de 1967) fue un arquitecto estadounidense conocido por su trabajo en las ciudades de Tampa, Temple Terrace y Sarasota, en el estado de Florida. Sus diseños incluyen los edificios públicos y las primeras ocho casas de la ciudad de Temple Terrace, Florida (1921), el Centro Asturiano de Tampa en Ybor City, el Antiguo ayuntamiento de Tampa, Osprey School, dos edificios que formaban parte del Florida College y el original Temple Terrace Estates, Masonic Temple No. 25 (1928), la adición de 1920 al edificio del Sarasota High School (con T. A. Monk) y el Historic Spanish Point. Varias de las propiedades figuran en el Registro Nacional de Lugares Históricos.
Elliott diseñó Grand Central Place, que ahora alberga el restaurante Mise En Place. El edificio Tampa Gas Co. (1931) también fue diseñado por Elliott, pero fue demolido tras fracasar una lucha por su conservación. También diseñó la Casa Leiman-Wilson. Elliott es considerado ampliamente como uno de los mejores arquitectos de la historia de Tampa.
Elliott obtuvo el primer puesto en los concursos de diseño para el Club Centro Asturiano y el edificio YMCA de Tampa. El 2 de septiembre de 1907, Elliott formó Bonfoey y Elliott' con B. Clayton Bonfoey. A la empresa se le atribuye el diseño del Ayuntamiento de Tampa, Kenilworth Lodge, el Tribunal del Condado de DeSoto y el Centro Asturiano (1914) en 1913 Nebraska Avenue. La sociedad terminó con la llegada de la Primera Guerra Mundial. Bonfoey está enterrado en Myrtle Hill Memorial Park en Tampa.
Elliott creó su propia empresa, M. Leo Elliott Inc, en 1920. La firma tenía oficinas en Tampa, Sarasota y San Petersburgo, Florida.

## Antecedentes
Elliott escribió en su propio obituario que nació el 4 de abril de 1886 en las montañas Catskill de Woodstock, Nueva York, y se trasladó a la ciudad de Nueva York cuando tenía 15 años. En la ciudad trabajó como oficinista para un estudio de arquitectura, Welch, Smith & Provost, en Nueva York y ayudó a diseñar edificios para la Jamestown Exposition de 1907 en Norfolk, Virginia. Tras la exposición se trasladó a Tampa en 1907 y tuvo éxito ganando concursos de diseño para edificios como el Centro Asturiano de Tampa. Se casó con Beth Thompson, hija de N.O. y Mary Coe Thompson. Tuvieron dos hijos: Shelia y M. Leo Jr.
Elliott se jubiló en 1954 y murió en 1967. Su nieta Lynn Elliott Rydene es una diseñadora de interiores en Tampa.

## Ciudad de Temple Terrace
En 1922, Elliott diseñó el edificio original del Temple Terrace Country Club (ahora parte del campus del Florida College conocido como Sutton Hall), el Centro de Estudiantes del Florida College (originalmente el Club Morocco Nightclub and Casino), la Oficina Inmobiliaria (hoy Temple Terrace Community Church), Chauffeurs Lodge and Garage, Greenskeepers House, Caddie Building, Spring House, Temple Terrace Grocery, Temple Terrace Service Station, Entry Tower gates, y las primeras ocho residencias tipo villa para los promotores originales. Todas fueron diseñadas en los estilos arquitectónicos neomediterráneo/misión/morisco.  La Temple Terrace Preservation Society ha hecho esfuerzos para preservar todo esto a través de la creación de un Gobierno Local Certificado.
El Club Morocco era el club nocturno de moda en la costa oeste de Florida en la década de 1920. Formaba parte del Temple Terrace Estates original, una de las primeras comunidades planificadas con campo de golf de estilo neomediterránea de Estados Unidos (1921). Según el Estudio de Recursos Históricos de Temple Terrace de 1988, ambos edificios reúnen los requisitos para ser incluidos en el Registro Nacional de Lugares Históricos. En la década de 1930, tras el colapso económico de Florida en 1926, la propiedad y sus edificios fueron adquiridos por el Florida Bible Institute a la ciudad de Temple Terrace, y posteriormente fueron vendidos a los fundadores del Florida College.